# 33262 Marklewis
33262 Marklewis este o planetă minoră (asteroid), cu un diametru de 10,433 km, din centura de asteroizi. A fost descoperită pe 25 aprilie 1998 la Stația Anderson Mesa de Lowell Observatory Near-Earth-Object Search. 
Obiectul prezintă o orbită caracterizată de o semiaxă mare de 3,154631 UAi, o excentricitate de 0,13, o înclinație de 7,59933 ° în raport cu ecliptica.